# Бабаев, Рахим Садых оглы
Бабаев Рахим Садых оглы (19 октября 1930, Баку — 20 июля 2010, Баку) — азербайджанский музыкант, флейтист, Народный артист Азербайджана (2008).

## Биография
Рахим Бабаев родился 19 октября 1930 года в городе Баку. Он окончил Азербайджанскую Государственную Консерваторию в 1973 году в классе известного виолончелиста Эльдара Искандерова. С 1952 года Рахим Бабаев стал солистом симфонического оркестра Азербайджанского Государственного Театра Оперы и Балета. С 1978 года он также выступал в качестве солиста симфонического оркестра имени Узеира Гаджибекова. В период с 1958 по 2010 годы он также занимался педагогической деятельностью.
Рахим Бабаев ушел из жизни 20 июля 2010 года в городе Баку.

## Награды
- Народный артист Азербайджанской Республики[1] — 17 сентября 2008 года.
- Медаль «За трудовое отличие» — 9 июня 1959 года.